# Ponikve (Ston)
Ponikve su naselje u općini Ston na poluotoku Pelješcu. Dijelovi naselja su Metohija, Sparagovići i Boljenovići. Poznato je po vinogradima i maslinicima. Istoimeni nogometni klub osnovan 1979. natječe se u 2. ŽNL. Ravnatelj Andreas Chollet i veleposlanik Njemačke u Hrvatskoj Hans Peter Annen 17. svibnja 2013. svečano su otvorili vjetroelektranu u Ponikvama. Vrijednost projekta, čiji je investitor njemačka tvrtka WPD, iznosi 43.000.000 eura, a 16 vjetrenjača opskrbljivat će 23.000 kućanstava. Gradnja je započeta u lipnju 2011., a dovršena u listopadu 2012. godine. Ponikve imaju oko 350 stanovnika, mahom Hrvata rimokatolika.